# Geoeconomía
La Geoeconomía se establece como un subcampo analítico de la Economía política internacional (EPI) —un campo de estudio en proceso de consolidación teórica, rigurosamente edificado desde la síntesis de los principios de la economía política y las herramientas analíticas de la economía internacional—, cuya esencia reside en el estudio riguroso de la instrumentalización estratégica y deliberada del poder económico y financiero por parte de Estados y otros agentes económicos internacionales, con el propósito explícito de alcanzar objetivos geopolíticos y económicos específicos en el ámbito global. No se limita a observar la interconexión entre la economía y la política, sino que investiga la causalidad activa: cómo las capacidades económicas —tales como la fortaleza comercial, el dominio tecnológico, el control de flujos de capital o la influencia en las cadenas de valor globales— son movilizadas como instrumentos coercitivos o de influencia para proyectar poder nacional, asegurar intereses estratégicos, moldear la gobernanza internacional o bien obtener ventajas competitivas y acceso a recursos críticos. Es, en su núcleo, la disciplina que formaliza la aplicación de la lógica económica y sus modelos para el análisis de interacciones estratégicas de poder en el escenario internacional, donde los incentivos y las restricciones económicas se convierten en herramientas fundamentales de la política exterior.
La Geoeconomía provee un marco teórico y analítico robusto para la comprensión de las dinámicas internacionales donde el poder económico es un factor determinante, trascendiendo explicaciones puramente políticas o sociológicas al integrar la lógica económica como motor fundamental de la interacción entre actores. Su alcance se extiende al análisis de fenómenos complejos como la economía de la fragmentación —un dominio donde la acción activa de coerción o presión geoeconómica altera los incentivos de integración global de los actores objetivo, induciendo una recalibración estratégica de sus interdependencias económicas que conduce a una fragmentación ineficiente del sistema financiero y comercial global; esto se observa, por ejemplo, en la estrategia de "desacoplamiento" o "desriesgo" implementada por Estados Unidos y sus aliados hacia China, que busca inducir en esta última una búsqueda de autonomía costosa en sectores estratégicos— o, por el contrario, la economía de la integración internacional —ilustrada por iniciativas como la Ruta de la Seda, donde grandes inversiones en infraestructura y fomento comercial buscan generar interdependencias económicas y ventajas mutuas que consoliden objetivos geopolíticos de influencia y económicos de acceso a mercados y recursos—. Estas áreas demuestran cómo la Geoeconomía proporciona un lente para comprender las complejas interacciones donde la lógica del mercado y la acumulación de capital son intrínsecamente entrelazadas con los objetivos de poder y seguridad nacional.

## Origen Metodológico

### Geoeconomía
En noviembre del 2023, los economistas Christopher Clayton, Matteo Maggiori y Jesse Schreger desarrollan un marco de análisis para la Geoeconomía en su artículo pionero "A Framework for Geoeconomics".

### Economía política internacional
En enero del 2025, los economistas Christopher Clayton, Matteo Maggiori y Jesse Schreger, desarrollan un marco de análisis de la economía política para la geoeconomía en su artículo "The Political Economy of Geoeconomic Power". 

## Presión Geoeconómica
En "Una teoría de la coerción económica y la fragmentación" (2024) de Clayton, Maggiori y Schreger estudia como las potencias hegemónicas (como Estados Unidos y China) en la integración mundial del comercio, pueden bajo su condición hegemónica ejercer presión geoeconómica, como políticas económicas anticoerción, como la fragmentación internacional, presentan perdidas en los beneficios de la integración económica mundial. En "Devolviendo la economía a la geoeconomía" (2025) estudian a profundidad el concepto de poder en la literatura de la ciencia política y la ciencia económica; además estudian como analizar las amenazas económicas como forma de coerción.

## Subcampos
- Economía Política de la Geoeconomía. [2]
- Geoeconomía de la Seguridad y Defensa.[7]
- Geoeconomía Espacial.
- Economía de Sanciones Internacionales.
- Economía de la Coerción Financiera Internacional.
- Geoeconomía del Cambio Tecnológico.
- Economía del Crecimiento Geopolítico.

## Campos relacionados
- Geopolítica
- Economía de los conflictos armados
- Economía de la seguridad y defensa
- Geografía
- Econometría